# Imunosupresivum
Imunosupresiva (sg. imunosupresivum) jsou léky ze skupiny ATC L04, které omezují nebo zabraňují činnosti imunitního systému. Imunosupresivní léčba se zahajuje při:
- zabránění odmítnutí transplantovaných orgánů a tkání (například kostní dřeň, srdce, ledviny, játra)
- léčbě autoimunitních onemocnění nebo onemocnění, které jsou s největší pravděpodobností autoimunitního původu (například revmatoidní artritida, roztroušená skleróza, myasthenia gravis, systémový lupus erythematodes, Crohnova choroba, pemphigus a ulcerózní kolitida)
- léčbě některého ne-autoimunitního zánětlivého onemocnění

Imunosupresiva nejsou bez vedlejších účinků a rizik. Jelikož většina z nich působí neselektivně, imunitní systém není plně schopen odolávat infekcím a šíření nádorových buněk. Existují také další vedlejší efekty, jako je hypertenze, dyslipidemie, hyperglykemie, žaludeční vředy či poškození jater nebo ledvin. Imunosupresiva sebe rovněž vzájemně ovlivňují s jinými léky, čímž ovlivňují jejich metabolismus a činnost.